# Балахташ
Балахта́ш  — несуществующий ныне посёлок лесорубов в Таштыпском районе Хакасии России.

## История
Посёлок был основан в 1948 году. Всё население поселка составляли депортированные литовцы, количество которых было 280 человек. В первые годы многие жители скончались от голода и болезней. В посёлке существовала школа. По словам Зои Пономарёвой, работавшей там учителем, «у них была большая тяга к знаниям».
В 1957—1959 годах все оставшиеся вернулись в Литву, и посёлок перестал существовать. На местном кладбище были похоронены 35 человек, но сохранилось 10 крестов. В 1989 году 9 могил были перевезены в Литву. В 1990 году место бывшего поселения посетили литовские студенты.
В июне 2012 года в бывшем посёлке побывали молодые люди из Литвы, приехавшие сюда по линии проекта «Миссия Сибири» чтобы привести в порядок их могилы и установить памятный крест.